# Olivier Anken
Olivier Anken (* 10. Februar 1957 in Morges) ist ein ehemaliger Schweizer Eishockeytorhüter, welcher seine gesamte Profikarriere in der Schweizer Nationalliga A beim EHC Biel verbrachte.

## Karriere

### Vereine
Olivier Anken begann seine Karriere als Eishockeyspieler in seiner Heimatstadt in der Jugend des Forward Morges HC, für den er bereits als 14-Jähriger zwischen den Pfosten stand und bis 1976 aktiv war. Anschliessend wechselte der Torhüter zunächst testweise vor Absolvierung der Rekrutenschule zum EHC Biel, für dessen Profimannschaft er in den folgenden 18 Jahren ausschliesslich spielte.  Mit Biel wurde der Olympiateilnehmer von 1988 drei Mal Meister (1977/78, 1980/81 und 1982/83).
In der Saison 1981/82 befand sich der EHC Biel mit Anken im Tor eine Begegnung vor Beendigung der Hauptrunde in der Abstiegszone und traf im Entscheidungsspiel auf den SC Bern. Nachdem Berns Angreifer Bruno Wittwer im letzten Drittel bei einer sogenannten «Breakaway»-Situation regelwidrig von Biels Verteidiger Daniel Dubuis gestoppt worden war, verhängte Schiedsrichter René Fasel einen Penalty für den SC Bern. Anken parierte jedoch Wittwers Schuss, und daraufhin schoss Serge Martel die Bieler innert Kürze zum 3:2-Sieg über den SC Bern und zum Ligaerhalt. Insgesamt bestritt Anken für den Erstligisten 627 Spiele in der höchsten Schweizer Spielklasse. Seine aktive Laufbahn beendete Anken im Anschluss an die Saison 1993/94.
Ungeachtet seiner für einen Torhüter aussergewöhnlich geringen Körpergrösse, wodurch Anken für seine Position nicht die idealen physischen Voraussetzungen mitbrachte, war es bis dato keinem Schlussmann gelungen, über einen solch langen Zeitraum eine leistungsfähige und dominante Rolle in der höchsten Schweizer Liga einzunehmen. Um seine Reaktionsfähigkeit zu steigern, erlernte er das Squashspielen. Anken praktizierte während seiner Laufbahn vorwiegend sowohl den Butterfly- als auch den Stand-up-Stil. Im Gegensatz zu zahlreichen Akteuren auf der Torhüterposition galt Anken keineswegs als eigenwillig. Auf und neben dem Eis war er stets eine ruhige und zurückhaltende Persönlichkeit, dessen Leistungen auf dem Eis zeitweilig unterschätzt wurden.
Nach seinem Karriereende wählten ihn die Stimmberechtigten der Berner-Jura-Gemeinde Péry in den Gemeinderat, doch der gebürtige Waadtländer weigerte sich, das Amt zu übernehmen.
Mit der Eröffnung der neuen Tissot Arena in Biel wurde Ankens Trikot – zur Würdigung seiner Verdienste für den EHC Biel – unter das Stadiondach gehängt. Damit wird seine damalige Spielernummer 30 nicht mehr vergeben.

### Nationalmannschaft
Für die Schweiz nahm Anken an den B-Weltmeisterschaften 1981, 1985 und 1990 sowie der A-Weltmeisterschaft 1987 teil. Des Weiteren stand er im Aufgebot der Schweiz bei den Olympischen Winterspielen 1988 in Calgary. Insgesamt stand der Torhüter, der in der Nationalmannschaft zunächst oft in der Funktion des Backup-Torhüters agierte, in 153 Länderspielen für die Eidgenossen zwischen den Pfosten.

## Erfolge und Auszeichnungen
- 1978 Schweizer Meister mit dem EHC Biel
- 1981 Schweizer Meister mit dem EHC Biel
- 1983 Schweizer Meister mit dem EHC Biel
- 1985 Bester Torhüter der B-Weltmeisterschaft
- 1985 All-Star-Team der B-Weltmeisterschaft
- 1990 Aufstieg in die Top Division bei der B-Weltmeisterschaft